# موتور ملنگ
موتور ملنگ یا حاجی‌آبادکوچکی روستایی در دهستان چشمه زیارت بخش مرکزی شهرستان زاهدان استان سیستان و بلوچستان ایران است.

## جمعیت
بر پایه سرشماری عمومی نفوس و مسکن در سال ۱۳۹۵ جمعیت این روستا ۱۳۹ نفر (۴۴خانوار) بوده‌است.